# Понсо
По̀нсо (на италиански: Ponso) е село и община в Северна Италия, провинция Падуа, регион Венето. Разположено е на 11 m надморска височина. Населението на общината е 2445 души (към 2010 г.).